# Yardang

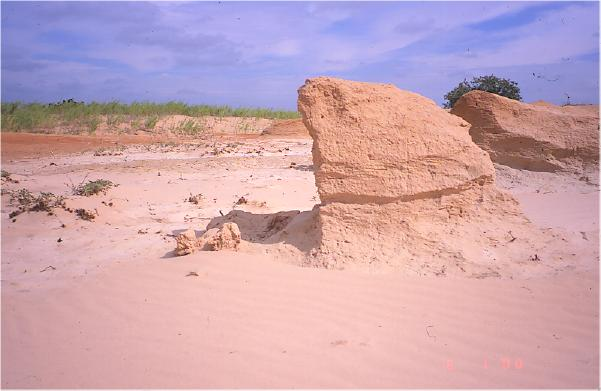
Uno yardang nei pressi di Meadow, in Texas.

Uno yardang è una cresta rocciosa creata dall'erosione del vento in un ambiente desertico. Gli yardang sono generalmente di forma allungata, almeno tre volte più lunghi che larghi; visti dall'alto, somigliano allo scafo di una barca. Il lato sopravvento è impervio e ripido e la struttura diviene sempre più bassa e stretta man mano che si allontana dal vento.

## Etimologia
Il termine è di origine turca e significa «sponda ripida» . È stato introdotto in Occidente dall'esploratore svedese Sven Anders von Hedin nel 1903.
Sull'altopiano iranico, il fenomeno è conosciuto con il nome persiano di kalut.

## Descrizione
Si tratta di creste di circa 15 m, formate dall'erosione di strati rocciosi alternativamente teneri e duri. Si possono trovare nella maggior parte dei deserti del mondo. Grazie ai venti e alla composizione dei depositi, gli yardang possono assumere forme molto strane - alcuni assomigliano a oggetti vari o addirittura a personaggi.